# Cinémathèque Tunisienne
Die Cinémathèque Tunisienne (arabisch المكتبة السينمائية التونسية, DMG al-Maktaba as-Sīnamāʾiyya at-Tūnisiyya) ist eine Direktion des Centre national du cinéma et de l’image (CNCI) in Tunesien mit Sitz in Tunis. Sie wurde in ihrer jetzigen Form am 7. November 2017 gegründet.

## Der Weg bis zur Eröffnung

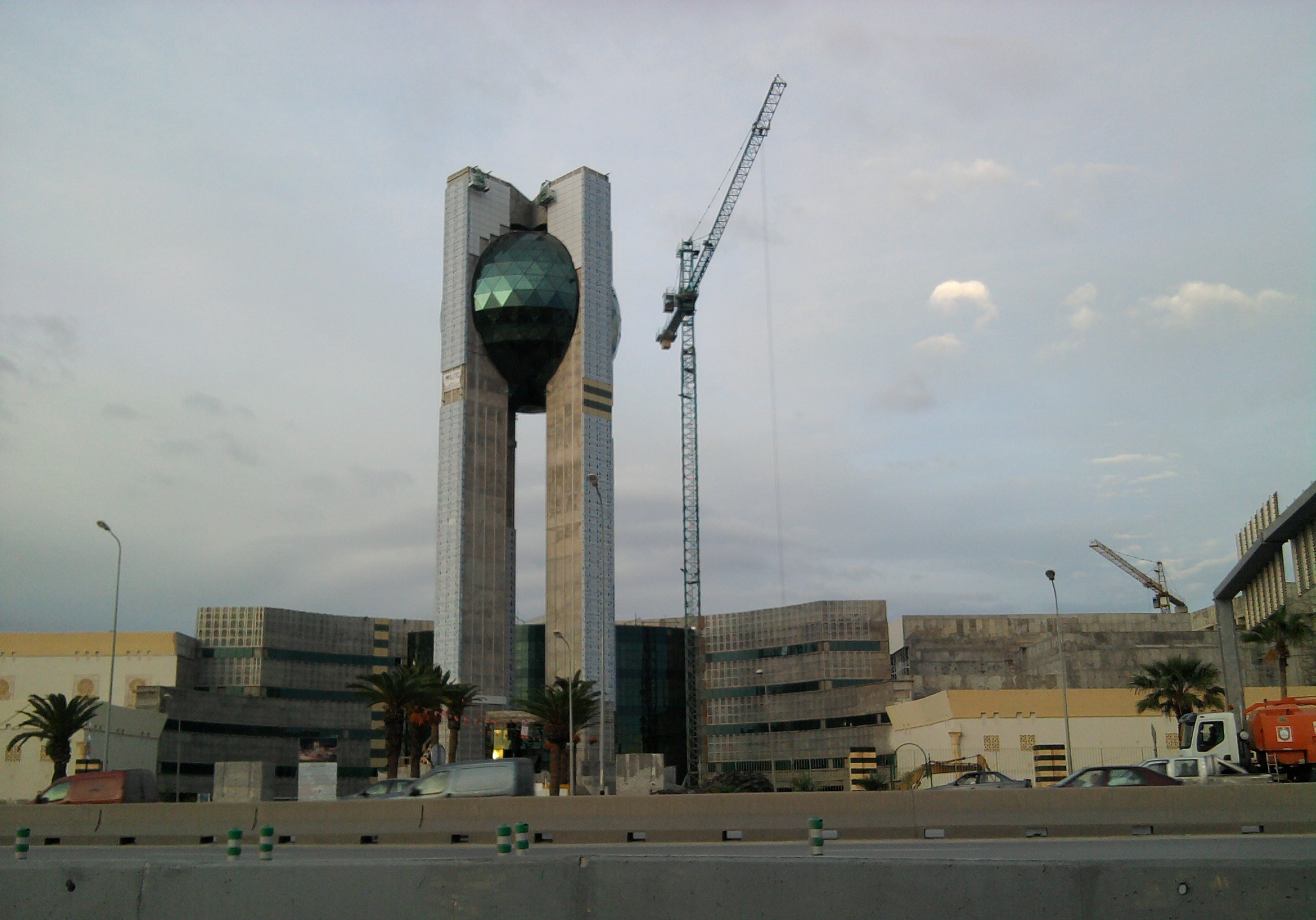
Tunis 2010, Cité de la culture während der Bauphase

Die von Deutschen errichteten unterirdischen Bunker im Belvédère-Park wurden nach dem Zweiten Weltkrieg genutzt, um Entwicklungslabore einzurichten. Der Cinéclub de Tunis wurde 1946 gegründet, gefolgt von der Gründung des tunesischen Verbands der Filmclubs im Jahr 1949. Es erfolgte die Gründung der ersten tunesischen Produktionsgesellschaft Al Ahd Al Jadid, die der Société Anonyme Tunisienne de Production et d'Expansion Cinématographique (SATPEC) vorausging. 1958 schloss sich die Gründung der Cinémathèque als gemeinnütziger Verein an. Dort wurden unter Leitung von Sophie El Goulli zugesandte Kopien der Cinémathèque française gezeigt. 1968 musste sie ihre Arbeit jedoch wegen fehlender Mittel und dem Mangel an Räumlichkeiten für die Aufbewahrung und Vorführung einstellen. Zum anderen fehlte es an einem Gesetz, das die Hinterlegung von Pflichtexemplaren der in Tunesien vertriebenen und verwerteten Filme regelte. Außerdem verlor sie ihren Verbündeten Henri Langlois von der Cinémathèque française, der durch André Malraux im Februar 1968 vorübergehend seines Postens enthoben wurde. Der sich bildende Widerstand gegen die in diesem Zuge erlassenen Streichungen von Subventionen machte die Cinémathèque française zu einem der Protestherde am Vorabend der Unruhen vom Mai 1968 in Frankreich, Langlois kehrte im April 1968 wieder in seine Position zurück.
Auf Initiative der SATPEC, die als staatliches Unternehmen eine kulturelle Rolle einnahm, fand die Cinémathèque von 1974 bis 1980 ihren Platz in der Rue d’Alger im Zentrum von Tunis. In einem 120 Plätze fassenden Saal wurden dort im Erdgeschoss des Informationsministeriums Repertoirefilme vorgeführt. Kopien wurden an die Cinémathèque algérienne ausgeliehen. Es gelang nicht, die ursprüngliche Satzung wiederzubeleben und ein Gesetz bezüglich der Hinterlegung von Pflichtexemplaren der in Tunesien vertriebenen Filme zu verkünden. Nachdem die SATPEC in wirtschaftliche Schwierigkeiten kam und aufgab, musste 1980 aus Sicherheitsgründen nach den Terroranschlägen in Gafsa der Betrieb endgültig eingestellt werden. Noch im selben Jahr übernahm das Zentrum für darstellende Kunst Belvédère den Betrieb. Mit dem Weggang vom Stadtzentrum baute die Cinémathèque wieder ein cinephiles Publikum auf. Vorführungen entzogen sich der Zensur und stiegen schnell von zwei auf elf Vorführungen pro Woche. Auch sensibilisierte die Cinémathèque Entscheidungsträger für die Bedeutung der Erhaltung von Filmen. In ihrer Pressekampagne stützte sie sich auf die Empfehlung der UNESCO zur Erhaltung von Bewegtbildern.
Im Jahr 1988 wurden die Räumlichkeiten des Centre Culturel d’Art Vivant aufgrund einer politischen Entscheidung der Nationalen Armee geschenkt und zum Offizierskasino umfunktioniert. Das Cinémathèque-Projekt stand erneut am Anfang. 1995 feierte das tunesische Kino 100-jähriges Jubiläum. Die Filmarchive in Bois d’Arcy (CNC, Frankreich) führten eine Studie durch, um den Bedarf für das Projekt zu ermitteln. Das tunesische Kulturministerium nahm sich der Angelegenheit an und schlug vor, ein Filmarchiv im Kulturhaus Ibn Chaldūn einzurichten. Angedacht war dies jedoch ohne Statuten, ohne ein Gesetz zur Abgabe von Pflichtexemplaren der in Tunesien vertriebenen Filme und ohne die Möglichkeit, Kopien aufzubewahren.
2008 wurde ein Projekt ins Leben gerufen, das die Digitalisierung der tunesischen Wochenschau durch LTC-Gammarth durchführen sollte. Der Vertrag wurde nicht eingehalten und wartete darauf, entweder ausgeführt oder gekündigt zu werden. 2010 wurde das Projekt im Cité de la Culture offiziell wieder aufgenommen, um erneut durch die Ereignisse der tunesischen Revolution 2011 unterbrochen zu werden. Am 13. September 2011 kam es jedoch zur Gründung des CNCI mit einer Satzung, die eine Cinémathèque vorsah. Im Oktober 2016 fand im Rahmen des Journées cinématographiques de Carthage (JCC) eine Sitzung mit dem Titel „Filmerbe in Gefahr“ (Patrimoine cinématographique en péril) statt.

## Gründung

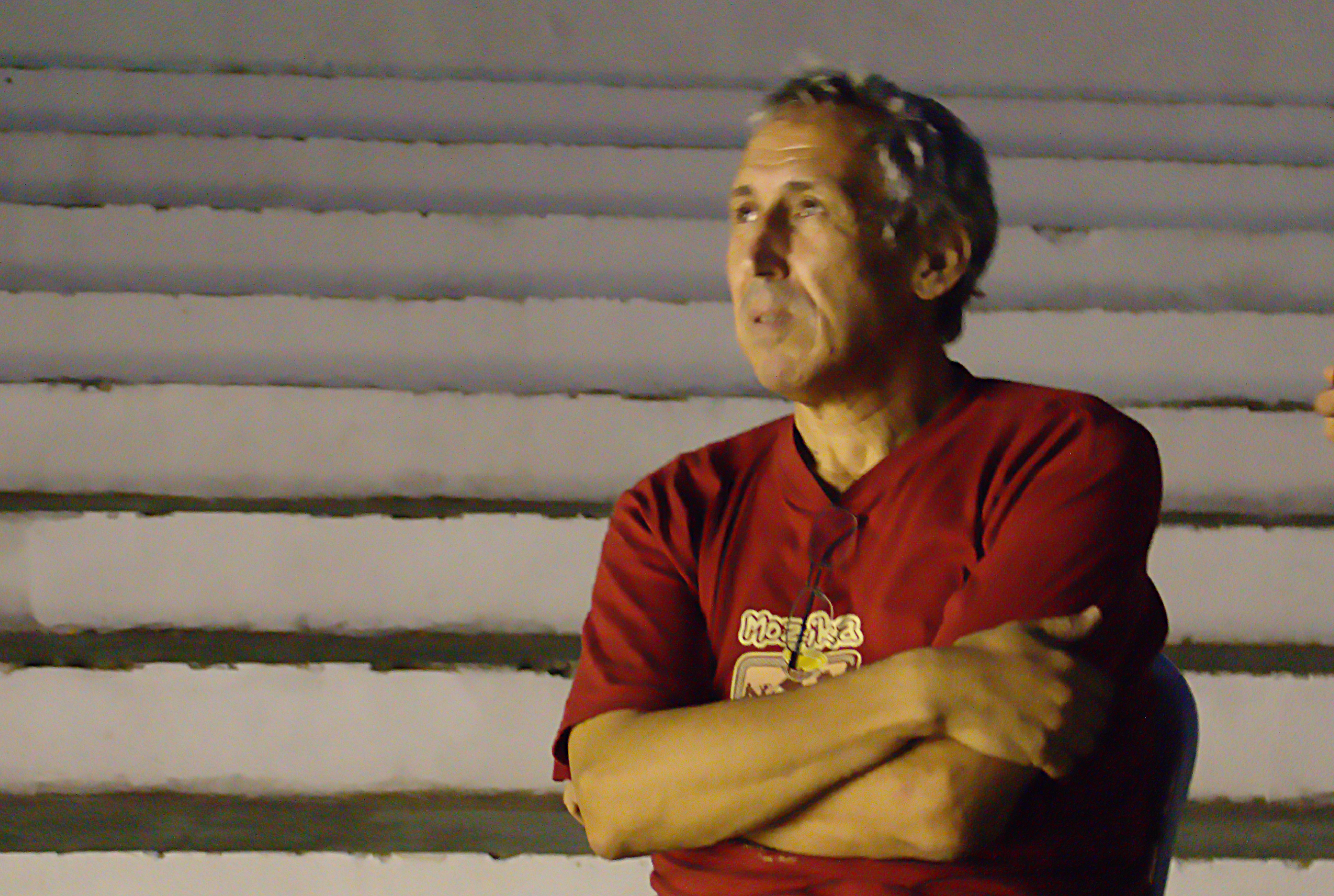
Mohamed Challouf (2015)

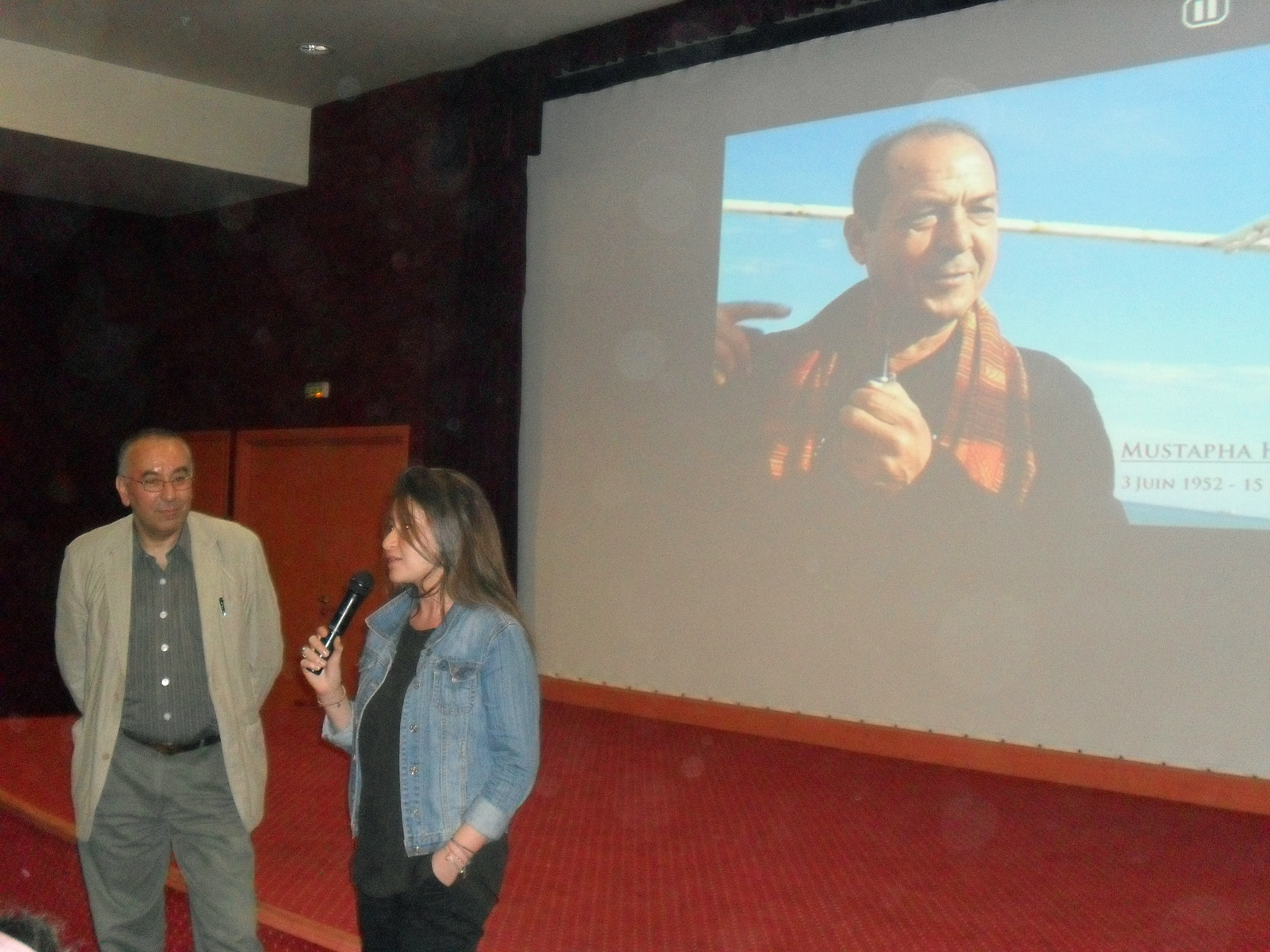
13. April 2011: Der tunesische Regisseur Hichem Ben Ammar kündigte die Einführung eines völlig neuen Filmfestivals an, das im Oktober beginnen soll.

Am 14. Oktober 2017 wurde in Algier im Rahmen eines internationalen Kolloquiums die Gründung der Cinémathèque Tunisienne angekündigt. Anlässlich der Feierlichkeiten zum Welttag des audiovisuellen Erbes wurde am 27. Oktober 2017 die Unterzeichnung eines Partnerschaftsabkommens mit der Nationalbibliothek Tunesiens bekanntgegeben. Gleichzeitig wurde verkündet, dass ein Paket von Filmarchiven (16 und 35 Millimeter) des ersten tunesischen Kameramanns M’hamed Kouidi (22. Dezember 1927 bis 5. März 2016) sowie ein Paket von Dokumenten aus dem Besitz von Sophie El Goulli (4. Februar 1931 bis 10. Oktober 2015), einer Schriftstellerin und Kunsthistorikerin, in Empfang genommen wurde.
Im Rahmen der 28. Ausgabe der Journées cinématographiques de Carthage (JCC) im Jahr 2017 wurde am 7. November zwischen dem Centre national du cinéma et de l’image (CNCI) und der tunesischen Nationalbibliothek die historische Vereinbarung zur Gründung der Cinémathèque tunisienne unterzeichnet und die erste nationale Pressekonferenz der tunesischen Cinémathèque gegeben. Bis dahin war es ein langer Weg von vielen Jahren, in denen die Regisseure Hichem Ben Ammar und Mohamed Challouf sich unermüdlich dafür engagierten, die Umstrukturierung des audiovisuellen Sektors voranzubringen.

## Aufgaben der Cinémathèque
Die Cinémathèque soll Filmkopien und -negative sammeln, katalogisieren und bewahren, zudem Filme des kulturellen Erbes restaurieren und digitalisieren. Mittels einer Datenbank sollen die gesammelten Informationen zur Verfügung gestellt werden, auch um die cinephile Kultur zu fördern. Hichem Ben Ammar und Mohamed Challouf betonten, dass die Cinémathèque die Kluft zwischen den Generationen durch die Sicherung des audiovisuellen Gedächtnisses schließen, die Filme in das Gedächtnis des tunesischen und des weltweiten Kinos einschreiben und so die Vielfalt der ästhetischen Ansätze fördern solle.

## Infrastruktur
Als eine Direktion des CNCI verfügt die Cinémathèque über eine Geschäftsordnung, in der ihre Funktionsweise und ihre Aufgabenbereiche festgelegt sind. Mit Sitz in den Räumlichkeiten des CNCI, kann sie nach drei Jahren ihr eigenes Organisationsschema entwickeln. Dazu ist eine Kultur der institutionellen Partnerschaft nötig, insbesondere mit der Nationalbibliothek, den Nationalarchiven, dem Ministerium für kulturelle Angelegenheiten und den verschiedenen Bereichen der 2020 eingeweihten Cité de la Culture Chedli Klibi in Tunis. Auf dem Gelände der Cité de la Culture werden für die Cinémathèque ein Vorführraum mit 150 Plätzen, eine Mediathek mit 100 Plätzen, ein Konferenzraum und ein Ausstellungsraum bereitgestellt. Die Cité de la Culture beherbergt eine auf Film spezialisierte Bibliothek. Ein Saal mit 350 Plätzen wird dort vom CNCI als Programmkino betrieben. Die Nationalbibliothek wird Filme und nicht-filmische Objekte auf einer Fläche von 1050 m² mit fünf 33 × 7 Meter großen Räumen und hygrometrischen Geräten aufbewahren. Durch von der Nationalbibliothek bereitgestellte Software soll die Datenbank der Cinémathèque aufgebaut werden.